# Laurent Lafforgue
Laurent Lafforgue (sinh ngày 6 tháng 11, 1966, ở Antony, Hauts-de-Seine, Pháp) là một nhà toán học người Pháp.
Lafforgue giành được hai huy chương bạc tại Olympic Toán quốc tế (IMO) năm 1984 và 1985.
Ông vào học trường École normale supérieure năm 1986. Năm 1994 ông nhận bằng tiến sĩ dưới sự hướng dẫn của Gérard Laumon trong nhóm Số học và Hình học đại số ở Université de Paris-Sud. Hiện tại ông là một giám đốc nghiên cứu tại CNRS, thôi giữ chức giáo sư toán học ở Institut des hautes études scientifiques (I.H.E.S.) tại Bures-sur-Yvette, Pháp.
Năm 2002 tại Hội nghị Toán học Thế giới lần thứ 24 tổ chức tại Bắc Kinh, Trung Quốc ông được trao huy chương Fields cùng với Vladimir Voevodsky. Lafforgue đã có đóng góp đặc biệt cho chương trình Langlands trong lĩnh vực lý thuyết số và giải tích, đặc biệt ông đã chứng minh giả thuyết Langlands cho nhóm tự đẳng cấu của các trường hàm. Đóng góp quan trọng của Lafforgue đó là giải quyết được câu hỏi trong vấn đề xây dựng các compact hóa của những stack moduli nhất định của các shtuka. Chứng minh phi thường này là kết quả của hơn sáu mươi năm nỗ lực tập trung của các nhà toán học.
Ông nhận được Giải Clay năm 2000. Em trai ông, Vincent Lafforgue cũng là một nhà toán học.